# Ctenus bahamensis
Espèce
Ctenus bahamensis est une espèce d'araignées aranéomorphes de la famille des Ctenidae.

## Distribution
Cette espèce est endémique des Bahamas.

## Étymologie
Son nom d'espèce, composé de baham[as] et du suffixe latin -ensis, « qui vit dans, qui habite », lui a été donné en référence au lieu de sa découverte, les Bahamas.

## Publication originale
- Strand, 1907 : Banks, Nathan, 705. Zoologisches Zentralblatt, vol. 14, p. 693 (texte intégral).